# Lucía Egaña
Lucía Egaña (Münster, 1979) és una artista xilena. Ha estudiat Belles Arts, Estètica i Documental, i és doctora en Comunicació Audiovisual. Forma part del claustre responsable de la direcció acadèmica del Programa d'Estudis Independents del MACBA.
Artista, escriptora i professora, Lucía Egaña, que va créixer a Xile i és de nacionalitat xilena, va ser, a principis del decenni del 2000, a Barcelona, una de les protagonistes del moviment anomenat postporno, el qual ha cartografiat a l'assaig Atrincheradas en la carne (2018). En la seva pràctica artística, sempre relacionada amb el feminisme i la lluita social, utilitza mitjans diversos i híbrids: collage, reutilització de residus, instal·lacions, muntatges sonors, vídeo… Mi sexualidad es una creación artística (2011) és un dels seus documentals que ha tingut més ressò internacional.
Porno vegetal (2007) juga amb l'erotització d'objectes i gestos quotidians, i així posa en qüestió la sexualitat localitzada només en certes parts del cos. Petro-Porn (2017), realitzat en col·laboració amb Isabel Torres i Ana Edwards, sexualitza el paisatge, assimilant l'extracció petrolífera amb la penetració de la terra-cos. Denuncia, així, l'imperialisme del model capitalista nord-americà i europeu, i la destrucció de la biodiversitat per la sobreexplotació del planeta en mans humanes.